# Koggenland
Koggenland (westfriesisch Koggeland) ist eine Gemeinde in der Region West-Friesland in der niederländischen Provinz Nordholland.
Die Gemeinde entstand am 1. Januar 2007 durch Zusammenschluss der bisherigen Gemeinden Obdam und Wester-Koggenland. Im Jahr 2006 wurde beschlossen, der neuen Gemeinde den jetzigen Namen zu geben. Der Gemeindename erinnert an die historische Kogge aus dem Mittelalter. Solch eine Kogge (oder Cogge) bestand in der Regel aus vier bis fünf Dörfern und war ein Rechtsbezirk. Weil die bisherige Gemeinde Noorder-Koggenland am gleichen Tag ihre Selbstständigkeit aufgeben musste, konnte der Name Koggenland für die jetzige neue Gemeinde festgelegt werden.

## Ortschaften und Bauerschaften innerhalb der Gemeinde

### Dörfer
- Avenhorn
- Berkhout
- Bobeldijk (Bobbeldìk)
- De Goorn (Rathaus)
- Grosthuizen (Grosthúze)
- Hensbroek
- Obdam
- Oostmijzen (Oôstmìsen)
- Oudendijk (Ouwe Dìk)
- Rustenburg
- Scharwoude (Skerwou)
- Spierdijk (Spierdìk)
- Ursem (Dorfkern, der Polder O liegt in der Gemeinde Alkmaar)
- Wogmeer (Wochmar)
- Zuid-Spierdijk (Sûd-Spierdìk)
- Zuidermeer (Sudermare)

### Bauerschaften
- Baarsdorpermeer (Baersdurpermar)
- Berkmeer (Bjerkemar)
- De Hulk
- Kathoek (Kathorn)
- Noord-Spierdijk (Noôrd-Spierdìk)
- Noorddijk (Noôrddìk)
- Noordermeer (Noôrdermare)
- Oosteinde (Oôstende)
- Obdammerdijk (Obdammerdìk)

(Die kursiv in den Klammern angegebenen Ortsnamen geben ihre westfriesischen Bezeichnungen an.)

## Bilder

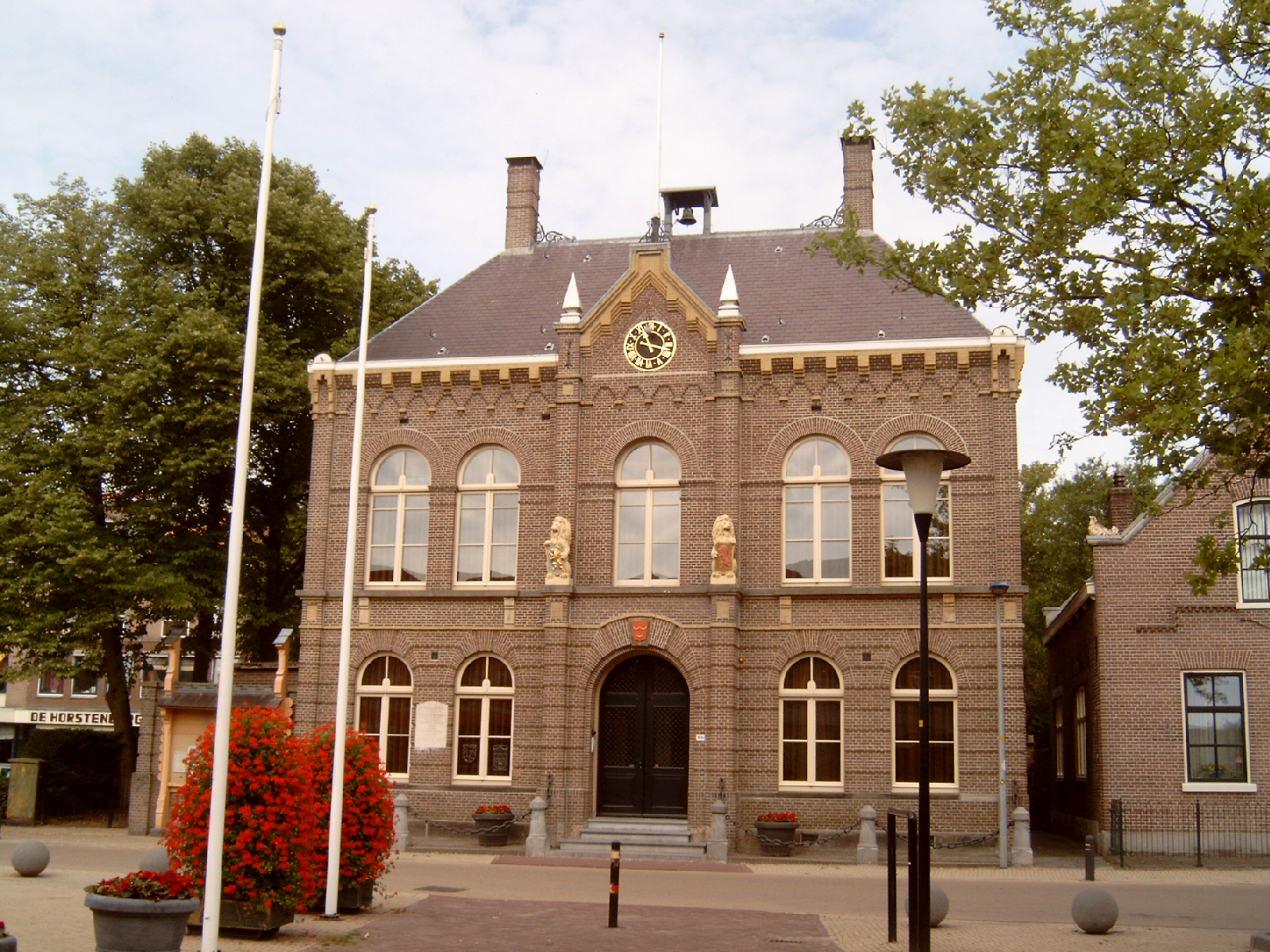
Obdam, früheres Rathaus
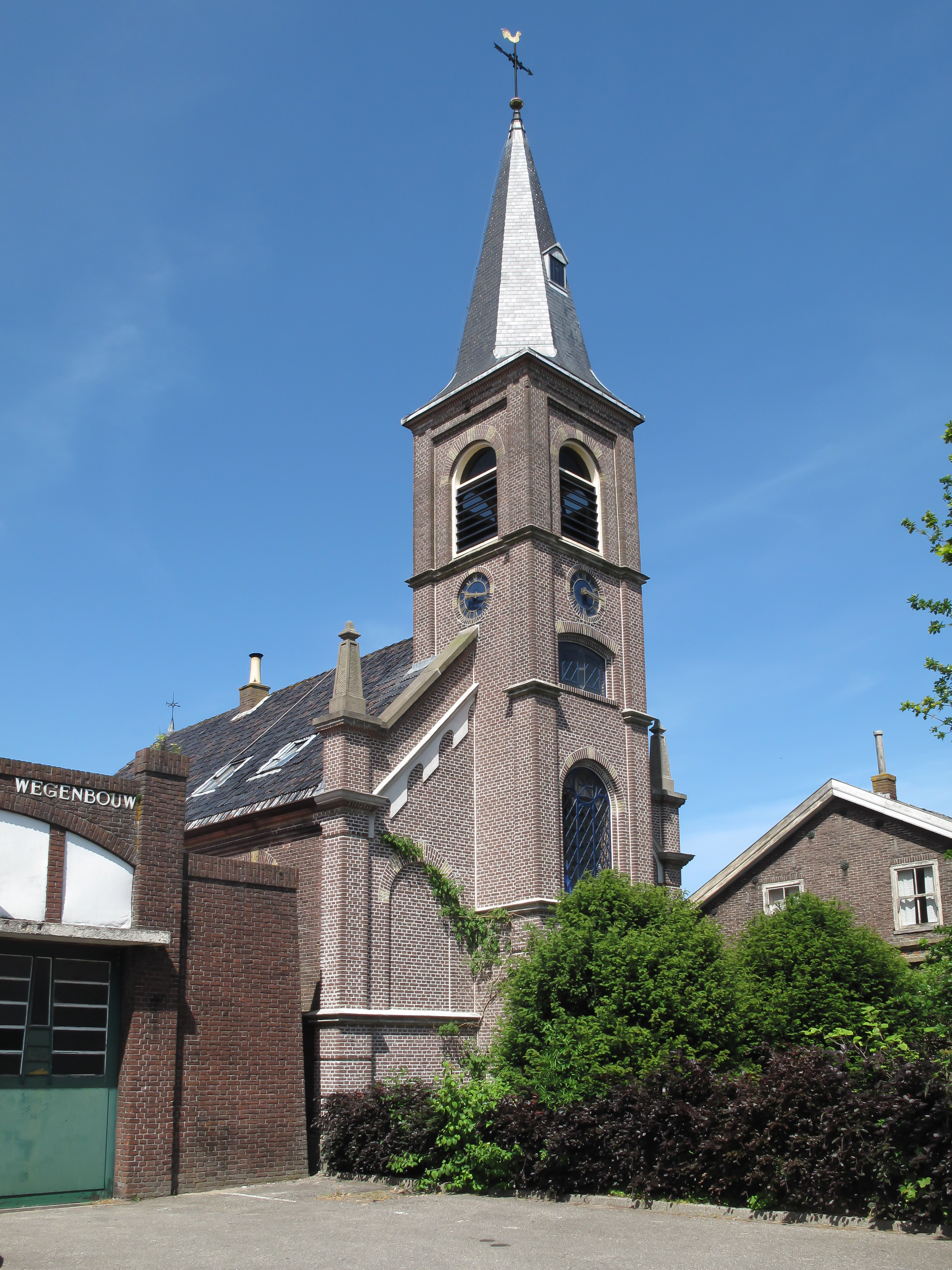
Scharwoude, Kirche
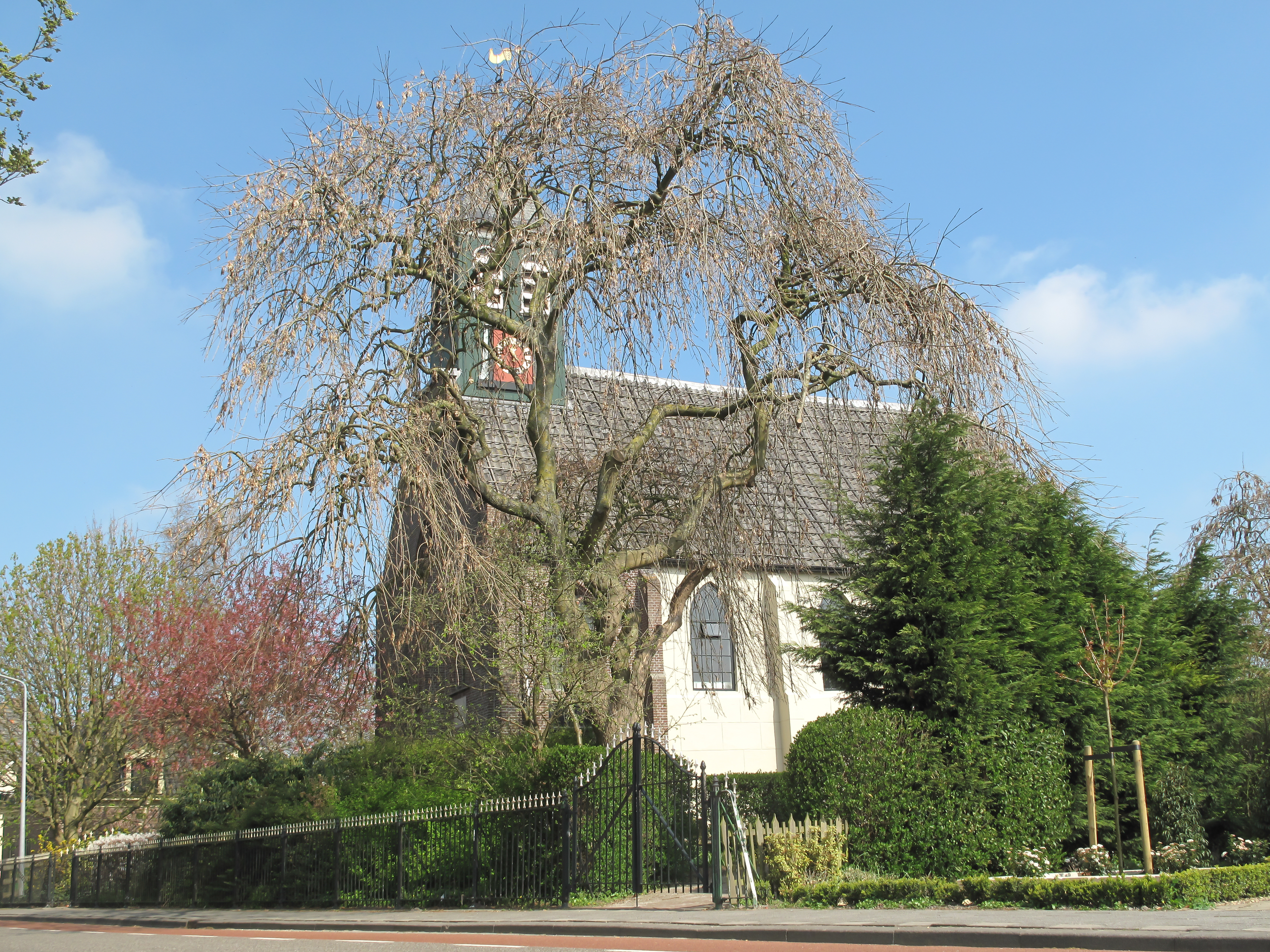
Avenhorn, Kirche

## Politik

### Sitzverteilung im Gemeinderat
Der Gemeinderat von Koggenland formiert sich seit der Gemeindegründung wie folgt:
| Partei                      | Sitze | Sitze | Sitze | Sitze | Sitze |
| Partei                      | 2006  | 2010  | 2014  | 2018  | 2022  |
| --------------------------- | ----- | ----- | ----- | ----- | ----- |
| VVD                         | 4     | 5     | 4     | 6     | 6     |
| Gemeentebelangen Koggenland | 4     | 4     | 3     | 3     | 5     |
| CDA                         | 8     | 6     | 6     | 5     | 5     |
| PvdA                        | 3     | 3     | 2     | 3     | 2     |
| GroenLinks                  | –     | –     | –     | 3     | 2     |
| D66                         | –     | –     | –     | –     | 1     |
| Welzijn Koggenland          | –     | –     | 2     | 2     | –     |
| OK(é) Partij                | 0     | 1     | 2     | 0     | –     |
| Progressief Koggenland      | –     | –     | –     | 0     | –     |
| Gesamt                      | 19    | 19    | 19    | 19    | 19    |

### Bürgermeister
Seit dem 18. April 2025 ist Pieter van Maaren (CDA) kommissarischer Bürgermeister der Gemeinde. Zu seinem Kollegium zählen die Beigeordneten Win Bijman (CDA), Caroline van de Pol (VVD) sowie der Gemeindesekretär Answerd Beuker.

## Töchter und Söhne der Gemeinde
- Herman van der Haar (1867–1938), niederländischer Maler der Düsseldorfer Schule
- Jetse Bol (* 1989), Straßenradrennfahrer, geboren in Avenhorn
- Sarah Dekker (* 2001), Handballspielerin